# قلعه تاته‌بایاشی
قلعه تاته‌بایاشی (به ژاپنی: 館林城 Tatebayashi-jō) یک قلعه ژاپنی است که تاته‌بایاشی، گونما، استان گونما، ژاپن قرار دارد.